# ホリデイ (グリーン・デイの曲)
「ホリデイ」（Holiday）は、アメリカのロックバンド、グリーン・デイの楽曲。7作目のアルバム『アメリカン・イディオット』からシングル・カットされ、アメリカのビルボード・ホット100チャートで19位を記録し、モダン・ロック・トラックスチャート、ホット・メインストリーム・ロック・トラックスチャートでは1位を記録している。
作詞はビリー・ジョー・アームストロング、作曲はグリーン・デイ。

## 概要
エレキギターによるギターリフのイントロで始まる。歌詞では反戦、偽善に対する怒りなどを歌っており、曲の中盤のビリーによるボーカルでは、それが顕著に歌われている。終盤、及びサミュエル・ベイヤーによるミュージック・ビデオでは、「ブールヴァード・オブ・ブロークン・ドリームス」へと繋がる。
タイトルの"ホリデイ"は、"休日"の意味ではなく、"不在"の意味で使われている。
ライブでも演奏され、2005年のライブ・アルバム、およびDVD『ブレット・イン・ア・バイブル』にも収録されている。